# Vinkuran
Vinkuran is een plaats in de gemeente Medulin in de Kroatische provincie Istrië. De plaats telt 501 inwoners (2001).